# 十二烯基丁二酸
十二烯基丁二酸（Dodecylene succinic acid），结构式C16H28O4。淡黄色油状液体，具中等毒性。用作液压油、透平油的防锈添加剂，防锈效果良好。由顺酐与叠合汽油加热反应而得，经水洗、减压蒸馏，得十二烯基丁二酸酐，再经水解和减压除水，得到十二烯基丁二酸成品。